# Nea Nikomedia
Nea Nikomedia (en griego, Νέα Νικομήδεια) es un pueblo de Grecia ubicado en la periferia de Macedonia Central. Pertenece a la unidad periférica de Emacia, al municipio de Veria y a la unidad municipal de Apóstolos Pavlos. En el año 2011 contaba con una población de 801 habitantes.

## Yacimiento arqueológico

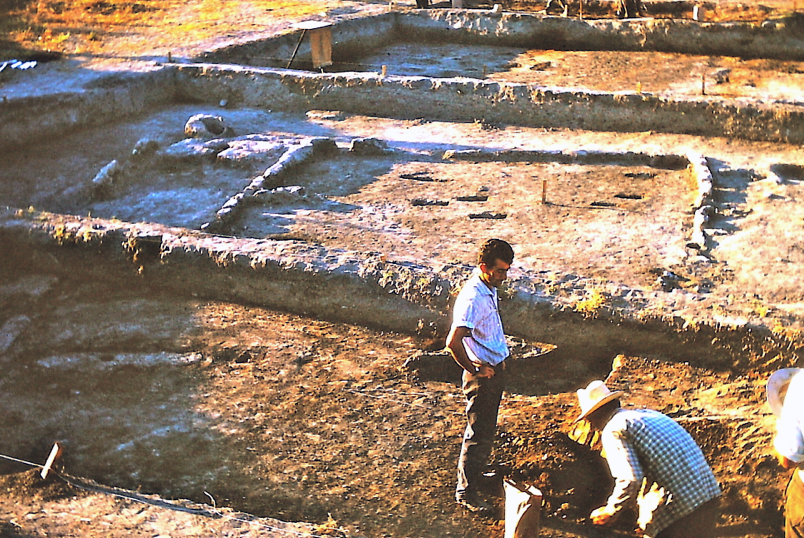
Trabajos arqueológicos en el asentamiento neolítico.

A unos 2 km al norte de Nea Nikomedia, en el yacimiento conocido como «Megali Tumba», se excavaron, en la década de 1960, los restos del asentamiento neolítico más antiguo de Grecia. Su origen se remonta al 7º milenio a. C. Durante el neolítico temprano sufrió una destrucción que provocó el abandono del lugar, que volvió a ser ocupado en el neolítico tardío.
Se estima que la ubicación del asentamiento estaba, en su momento histórico, al borde de un lago o tal vez del mar, lo que se ve apoyado por la composición geológica del subsuelo. Gozaba de buen clima y de abundantes fuentes de alimentos.
Entre los hallazgos figuran los restos de 24 casas, que tenían plano cuadrado o rectangular excepto una que parece haber tenido un plano triangular. Las paredes se hacían mediante troncos de árboles colocados verticalmente entre los que se colocaban ramas y cañas y se cubrían con paja y barro. Los techos estaban formados por ramas, paja, barro y cañas. Uno de estos edificios, de mayor tamaño y en el centro del asentamiento, debió ser un centro comunitario, que pudo haber tenido funciones de santuario, puesto que aquí se encontraron objetos como figurillas y hachas.
También se han encontrado varios pozos, hornos para fabricar cerámica y fogones para cocinar. Con respecto a la cerámica hallada, se hallaron fragmentos de gran número de jarrones, algunos de ellos decorados. Asimismo, son destacables varias figurillas de terracota femeninas. También se han encontrado sellos de arcilla, cuya función pudo haber sido decorativa o tal vez como marca de propiedad.
Se han hallado herramientas de piedra y de hueso. Algunas de estas servían para trabajar pieles. También se han encontrado pesas de telar, semillas de cereales, legumbres y restos de huesos de animales domesticados, como ovejas, bóvidos y cerdos, pero también de animales salvajes como ciervos y jabalíes y animales marinos.
Por otra parte, se excavaron un total de 21 tumbas que eran simples hoyos donde se colocaron los cuerpos de los difuntos, en una postura en la que las piernas estaban flexionadas. Alguno de los enterramientos contenía los cuerpos de varias personas.